# ساراي جوك
ساراي جوك هي كانت مدينة قديمة تقع على الحدود بين آسيا وأوروبا.كان يعتقد بأن باتو خان هو من قام ببناء المدينة لكن الحفريات الأثرية تشير إلى أن المدينة قد تأسست في وقت مبكر من القرن العاشر أو الحادي عشر.,